# Henstorf
Henstorf wurde 1291 als Hedsinctorpe erstmals erwähnt.
Der Ort ist seit dem 1. Januar 1969 durch das Lemgo-Gesetz ein Ortsteil der Gemeinde Kalletal im Kreis Lippe. In Henstorf befindet sich am Kleeberg, dessen Gipfel im benachbarten Dörentrup liegt, mit 355,5 m der höchste Punkt im Kalletal.
Zu Henstorf gehört auch die südwestlich des namensgebenden Ortes gelegene Siedlung Niedermeien.

## Einwohnerentwicklung
| Jahr      | 1860 | 1939 | 1962 |
| Einwohner | 295  | 224  | 266  |
| --------- | ---- | ---- | ---- |

## In Henstorf geboren
- Heinrich Frevert (1862–1939), Landwirt und Mitglied des Lippischen Landtags